# Paavo Kerovaara

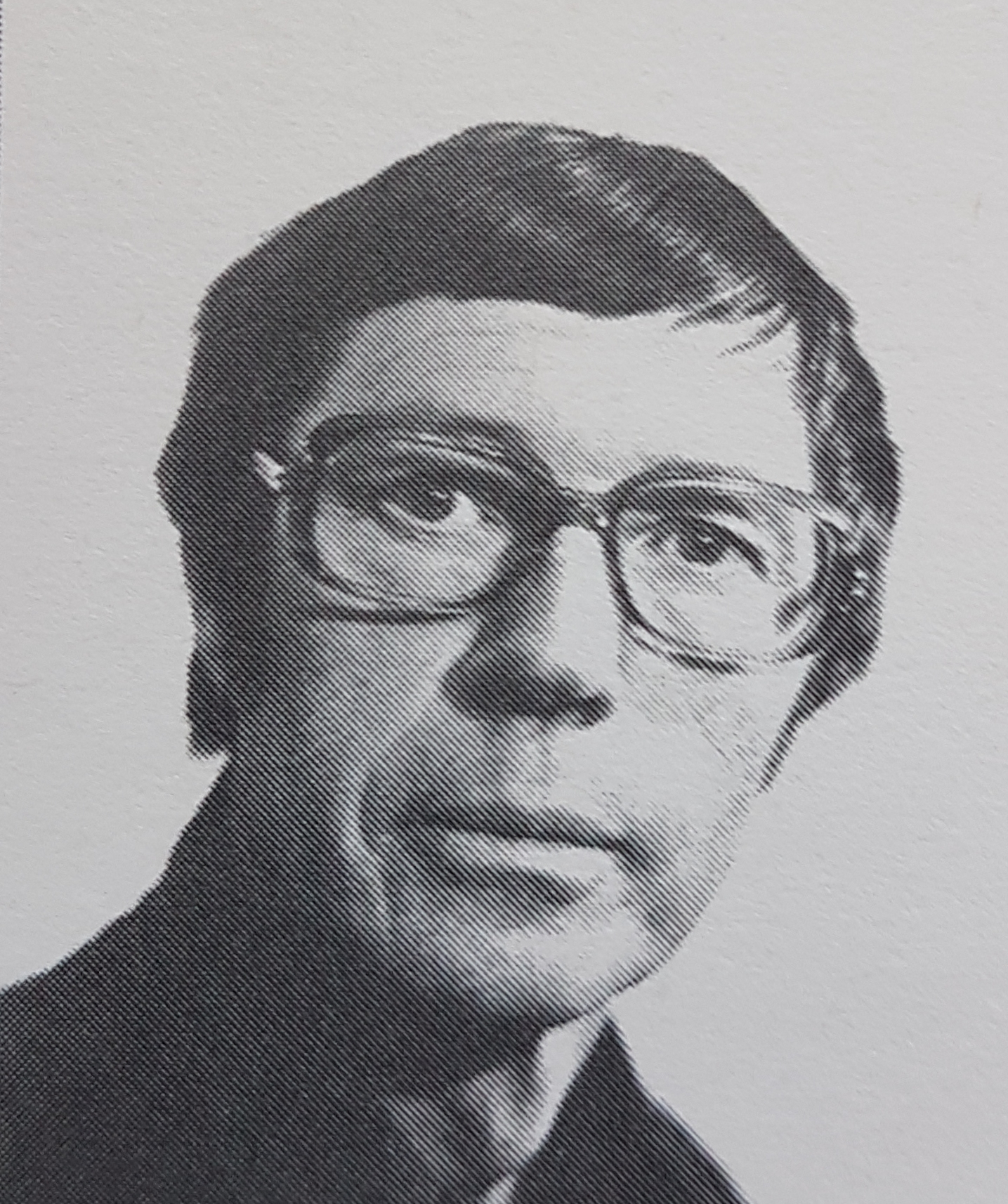
Paavo Kerovaara

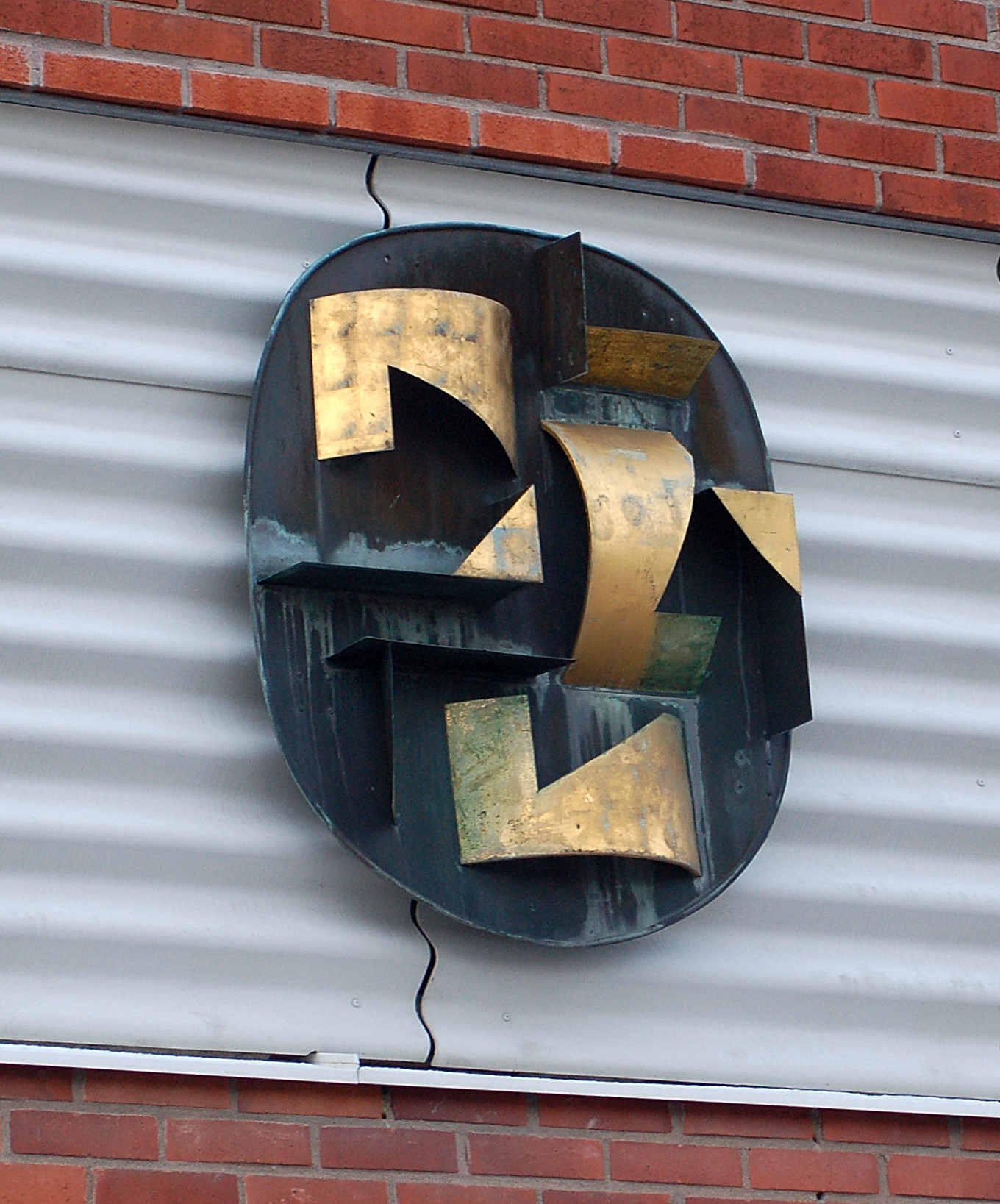
Fasadutsmyckning Solögat på Hemvägen i Karlstad av Paavo Kerovaara

Paavo Veli Kerovaara född 23 april 1923 i Nilsiä, Kuopio län i Finland, död 1994 var en finländsk-svensk målare, tecknare och tandtekniker. Han var sedan 1948 bosatt i Sverige och från 1951 gift med konstnären Agneta Swidén, paret skilde sig under 1950-talet. 
Kerovaara studerade konst vid Ateneum 1942-1945 samt genom självstudier, somrarna 1952 och 1953 kompletterade han studierna vid Gerlesborgsskolan med Arne Cassel, Torsten Renqvist och Per Lindekrantz som lärare. Som konstnär arbetade han mestadels med porträtt, landskap och stilleben i olja och akvarell. Han har periodvis arbetat som lärare i teckning för Medborgarskolan i Uppsala.
Tillsammans med sin fru Agneta ställde han ut i Askersund 1951 och 1953, han har även medverkat i Örebro läns konstförenings utställningar 1954 och 1955.  
Bland hans offentliga arbeten finns en glasmålning för Kristinehamns kommun 1965, en gobelängsvit i Kristinehamns tingshus 1971, triptyken Boträdet 1964 i bostadsområdet Gruvlyckan, Karlstad samt fasadutsmyckningen Solögat 1967  i bostadsområdet Hemvägen, Våxnäs, Karlstad. 
Kerovaara har även varit litterärt verksam i finländska tidskrifter där han har publicerat dikter och noveller. Han fick som mycket ung sitt ena ben bortskjutet under fortsättningskriget, och gick resten av livet med protes.